# Distrito de Lilongüe
El distrito de Lilongüe (en inglés: Lilongwe District) es uno de los veintisiete distritos de Malaui y uno de los nueve de la región Central. Cubre un área de 6.159 km² y alberga una población de 1 637 583 personas. La capital del distrito es Lilongüe, que a su vez, es la capital del país.
- Datos: Q1058453